# Energide
Een energide (oudgrieks ἐενεργός, 'actief') is bij eukaryotische organismen de fysiologische eenheid die gevormd wordt door de celkern met het eromheen liggende cytoplasma.
De term 'energide' werd voor het eerst door de plantenfysioloog Julius Sachs in 1892 in de biologie geïntroduceerd en wordt sinds 1909 ook gebruikt in de ontwikkelingsfysiologie door Max Hartmann.
Omdat het moeilijk is vast te stellen tot hoever de invloed van de kern zich uitstrekt, is het soms niet duidelijk of het begrip 'energide' van toepassing is.

## Variatie
Een cel kan eenkernig (een mono-energide) of meerkernig (een poly-energide) zijn. In het geval van poly-energiden spreekt men vaak van een syncytium, vooral wanneer oorspronkelijk mono-energiden achtereenvolgens zijn versmolten tot poly-energiden. Een energide is een hoeveelheid protoplasma met de kern, die daarop invloed uitoefent. Meerkernige cellen bestaan uit meerdere energiden.
De meeste cellen der hogere dieren en planten bestaan uit één energide, maar bij lagere vormen (eencelligen), zoals het groenwier Caulerpa kan de cel meerdere kernen bevatten: het is een poly-energide.